# Portrait de Walburga Neuzil (Wally)
Le Portait de Walburga Neuzil, surnommée Wally, est une peinture expressionniste d'Egon Schiele (1890–1918).
Ce tableau a longtemps été nommé par erreur Portrait de Valérie Neuziel. Il a attiré l'attention en 1998, alors que, prêté par le Musée Leopold au Museum of Modern Art (MoMA), il a été établi qu'il s'agissait d'une œuvre spoliée par les Nazis.
Après douze ans de procédures judiciaires, le tableau est finalement revenu à Vienne en juillet 2010 après le paiement de 19 millions de dollars prévus par un accord extra-judiciaire.

## Description

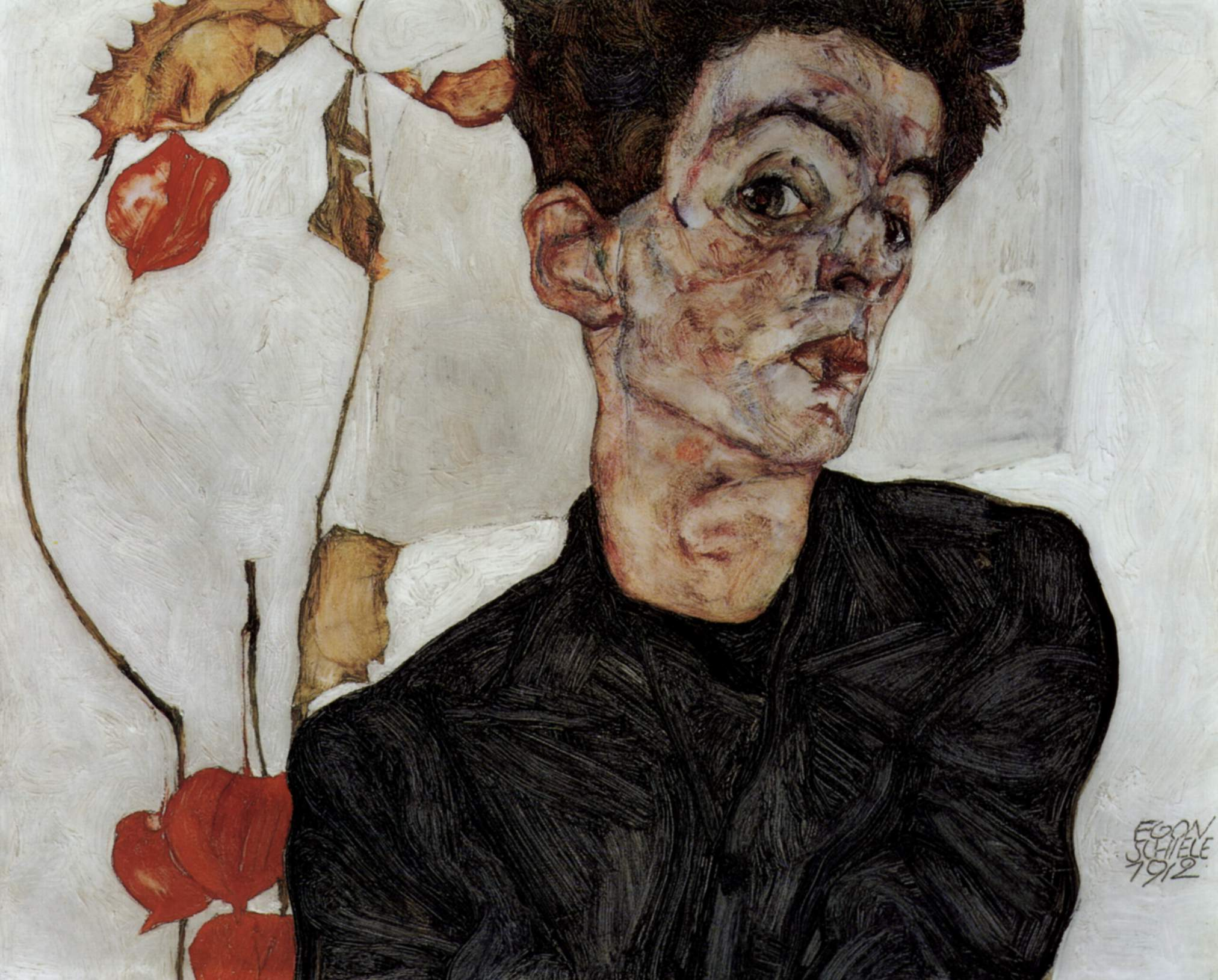
Egon Schiele : Autoportrait avec des lanternes chinoises.

Le tableau construit comme un portrait buste représente une jeune femme qui, penchée vers l'avant, regarde directement le spectateur. La "simplicité d'espaces bien ordonnés", la robe sombre, le col blanc ainsi que le fond clair et le dossier de chaise esquissé expriment une harmonie sécessionniste.
Le tableau réalisé en 1912 est en correspondance avec l'autoportrait avec les lanternes chinoises  (32,7 × 39,8 ) réalisé la même année.
Les deux tableaux ont été peints dans une période particulièrement fructueuse durant laquelle l'artiste s'est confronté à l'œuvre de Vincent van Gogh. Durant ces mois, après le déménagement de Schiele de Český Krumlov à Neulengbach et avant son incarcération d'avril à mai 1912 pour atteinte à la morale publique, Schiele a peint, outre ces portraits, plusieurs paysages et plusieurs compositions figuratives, comme Ermites et Cardinal et religieuse.
Walburga Neuzil (1894–1917) a été de 1911 à 1915 la compagne, le modèle et la muse de Schiele. Elle est née le 19 août 1894 à Tattendorf en Basse Autriche comme fille d'une journalière et d'un instituteur. Sa relation avec Schiele a pris fin en juin 1915 lorsque Schiele a épousé Edith Harms, qui avait catégoriquement refusé un ménage à trois. Après sa séparation, Wally a suivi une formation d'infirmière puis est allée en 1917 en Dalmatie, où elle est morte de la scarlatine le 25 décembre de la même année.
Dans ce portrait, Wally semble submergée par la mélancolie ou la tristesse, comme si elle sentait la fin proche de sa relation avec Schiele.

## Provenance
Après deux changements de propriétaire entre 1920 et 1925, l'œuvre d'art a été acquise par Lea Bondi-Jaray (1880-1969), propriétaire de la galerie d'art Würthle à Vienne. Dans le cadre de l'aryanisation mise en place par les nazis en 1938, le marchand d'art de Salzbourg Friedrich Welz (1903-1980), proche du régime, s'est approprié le tableau. Puis en 1945 il a été confisqué par les autorités américaines d'occupation qui en 1947 l'ont restitué  au Bureau fédéral pour la protection des monuments ((de) Bundesdenkmalamt), avec d'autres  œuvres de Schiele que Welz s'était appropriées auprès du dentiste nazi Heinrich Rieger (lui-même assassiné par les nazis).
En 1950, le Bundesdenkmalamt a restitué par erreur le portrait, avec les autres  œuvres de Rieger aux héritiers de Rieger qui vivaient à l'étranger. Les enfants de Rieger ne connaissaient pas exactement la composition de la collection de leur père; ils ont supposé que le portrait en faisait partie et l'ont vendu la même année au Palais du Belvédère. En 1954, le collectionneur Rudolf Leopold (1925–2010), spécialisé dans l'œuvre de Schiele, a acquis le tableau par un échange.
Après une procédure judiciaire contre Friedrich Welz, Lea Bondi-Jaray a obtenu en 1949 la restitution d'une partie de sa collection. Lorsqu'elle a appris que le Portait de Wally se trouvait à la galerie Belvédère, elle a entamé une procédure de restitution qui s'est éteinte avec sa mort en 1969. En 1994, le tableau était l'une des plus de 5 000 œuvres d'art que Leopold apporta à la Fondation privée du musée Leopold qu'il a constituée en commun avec l'État autrichien.

## Bataille juridique
En 1998, le tableau a été exposé au sein de l'exposition Egon Schiele : The Leopold Collection, Vienna au Museum of Modern Art (MoMA) et aussitôt signalé comme une  œuvre  spoliée par les héritiers Lea Bondi-Jaray. Dans le même cas, le tableau Ville morte III qui était alors la propriété de Fritz Grünbaum a été lui restitué au musée Léopold puisque aucune action n'a été entreprise  par les héritiers légitimes. Pour le Portrait de Wally une enquête préliminaire pénale a été ouverte selon la loi américaine.

### Texte commun
L'accord prévoit également que le tableau serait exposé avec un texte d'accompagnement, rédigé conjointement par les héritiers de Lea Bondi-Jaray et la Fondation Léopold. Ce texte décrit la provenance de la peinture, la procédure et la décision de la cour. Entre autres choses, ce texte indique :
Sur la base des éléments de preuve qui ont été présentés, le département local de la Cour fédérale de New York  (United States District Court) est arrivé en 2009 à la conclusion que la peinture était la propriété personnelle de Lea Bondi Jaray et que Friedrich Welz, qui a été un membre et un collaborateur du parti nazi, a usurpé le tableau dans la Vienne de la fin des années 1930. [...] En 1954 une transaction a été conclue entre le Belvédère et le Dr Rudolf Leopold, aux termes de laquelle le Dr Rudolf Leopold a acheté la peinture. En 1994 le Dr Leopold a confié le tableau au Musée Léopold. À la suite de la décision du tribunal, l'affaire a finalement été réglée en 2010 par le gouvernement américain, la succession et le Musée Léopold. Le Musée Léopold a accepté de payer une somme importante à la succession ; en retour, la succession a renoncé à la propriété de la peinture au profit du Musée Léopold. .

## Répercussions juridiques
À l'automne  1998, la ministre autrichienne de l'éducation  Elisabeth Gehrer a créé une commission chargée de vérifier systématiquement la provenance des œuvres détenues par les musées fédéraux autrichiens. La Fondation privée du musée Léopold n'était pas directement concernée.
Un autre effet du litige autour du  Portrait de Wally  a été l'adoption par l'Assemblée nationale autrichienne en décembre 1998 d'une loi sur la restitution de biens artistiques (BGBl 181/1998). Cette loi pose les bases juridiques de la restitution d'objets d'art appartenant à l'État, qui ont atterri au cours ou après l'ère nazie dans les musées fédéraux autrichiens. En tant que fondation privée la fondation Léopold n'est pas soumise à cette loi. Mais cependant, les mêmes obligations morales s'imposent à elle, en raison de la part importante de l'intérêt public dans la Fondation, indépendamment de la position initiale légale prévue pour les musées fédéraux.

## Source de la traduction
- (de) Cet article est partiellement ou en totalité issu de l’article de Wikipédia en allemand intitulé « Wally (Schiele) » (voir la liste des auteurs).